# Телятовка
Телятовка (рос. Телятовка) — присілок Гагарінського району Смоленської області Росії. Входить до складу Серго-Івановського сільського поселення.
Населення — 7 осіб. 